# Bruno Jalander

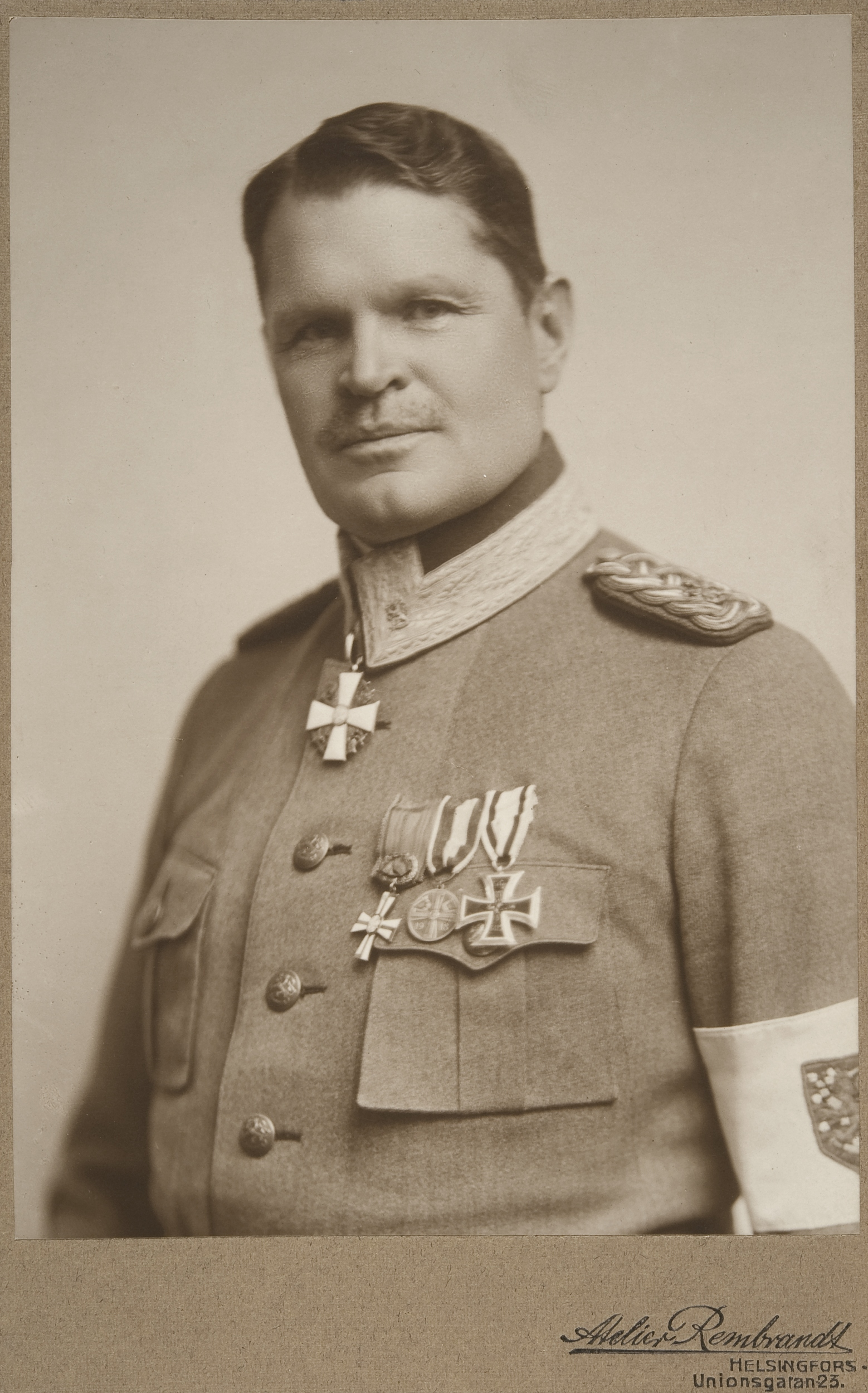
Bruno Jalander.

Bruno Fredrik Jalander, född 28 augusti 1872 i Brahestad, död 14 december 1966 i Helsingfors, var en finländsk militär och ämbetsman. Han var bror till Yrjö Wilhelm Jalander.
Jalander var kadett vid den finska kadettkåren 1889-1895. Han var officer från 1896 till 1902 i den gamla finska värnpliktsarmén under ryska tiden, och övergick då armén upplöstes till fångvården och tjänstgjorde som polismästaradjoint i Helsingfors 1905–1910. Han tjänstgjorde under första världskriget på rysk sida 1914–1917, var landshövding i Nylands län 1917–1932, blev generalmajor 1920, var krigsminister 1920–1921 och 1921–1922, samt försvarsminister 1922–1923. Han spelade en framstående roll vid skapandet av Skyddskårsorganisationen i Finland och intog en fast hållning mot Lapporörelsen. Under spanska inbördeskriget var han ordförande för den internationella observationskommissionen 1938–1939. Jalander blev kommendör av Kungliga Nordstjärneorden 1:a klass 1925.